# Probdělá noc
Probdělá noc (ve francouzském originále Une nuit blanche) je opera žánru opéra comique o jednom dějství francouzského skladatele Jacquese Offenbacha na libreto dramatika, básníka a původním povoláním koželuha Édouarda Plouviera (1821–1876) z roku 1855. Její premiéra 5. července 1855 byla součástí zahajovacího představení Offenbachova divadla Théâtre des Bouffes-Parisiens v prvním působišti na Avenue des Champs-Élysées.

## Vznik, charakteristika a historie

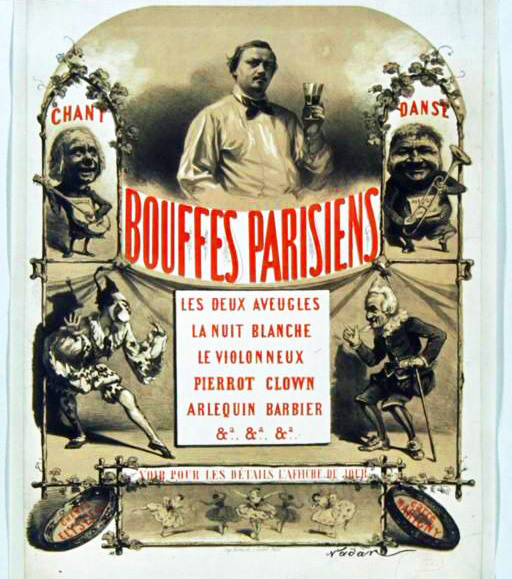
Plakát ze samých počátků divadla Bouffes-Parisiens; nahoře Joseph Darcier jako Jean Samson v Probdělé noci

Jacques Offenbach se po několika marných pokusech prosadit svá díla na scénu pařížských divadel odhodlal roku 1855 založit vlastní hudební divadlo, které nazval Théâtre des Bouffes-Parisiens. Světová výstava roku 1855 přilákala do Paříže mnoho návštěvníků a Offenbachovo působiště, salle Lacaze, byl stísněný, ale strategicky položený prostor na avenue des Champs-Élysées v těsné blízkosti Průmyslového paláce, centra výstavy. Zahajovací program divadla sestával ze čtyř kusů různých žánrů, jak je povolovala přísná divadelní licence, kterou skladatel obdržel; ke všem napsal Offenbach hudbu. 5. července 1855 tak diváci poprvé uviděli zhudebněný veršovaný prolog Vstupte, pánové a dámy (Entrez, Messieurs, Mesdames), dále skromnou opéra-comique Probdělá noc, rozvernou klauniádu („bouffonerie“) Dva slepci (Les Deux Aveugles) a nakonec pantomimu ve stylu commedie dell'arte Harlekýn holičem (Arlequin barbier).
Námětem Probdělé noci komicko-sentimentální příběh z vesnického prostředí. Offenbach v ní tedy navázal na styl svých předchozích děl Přístěnek (L'Alcôve, 1847), Mathurinův poklad (Le Trésor de Mathurin, 1853) nebo Pepito (1853). Dílo bylo přijato obecenstvem vstřícně, i když dosti banální libreto Édouarda Plouviera je nenadchlo; hudební část však byla oceňována, zejména vstupní romance hrdinky a pijácká píseň. Stejně jako u Harlekýna holičem však obliba, které tato opera dosáhla, nebyla srovnatelná s triumfem Dvou slepců, kteří se stali na dlouhou dobu vizitkou divadla a žánrovým modelem pro jeho další repertoár. I když groteskní díla jako Dva slepci zajišťovala Offenbachovu divadla obecně větší proslulost, v rámci celovečerního programu byla vždy spojována s díly s uměřenější komikou, jichž je Probdělá noc prvním a z kvalitativního hlediska vzorovým zástupcem.

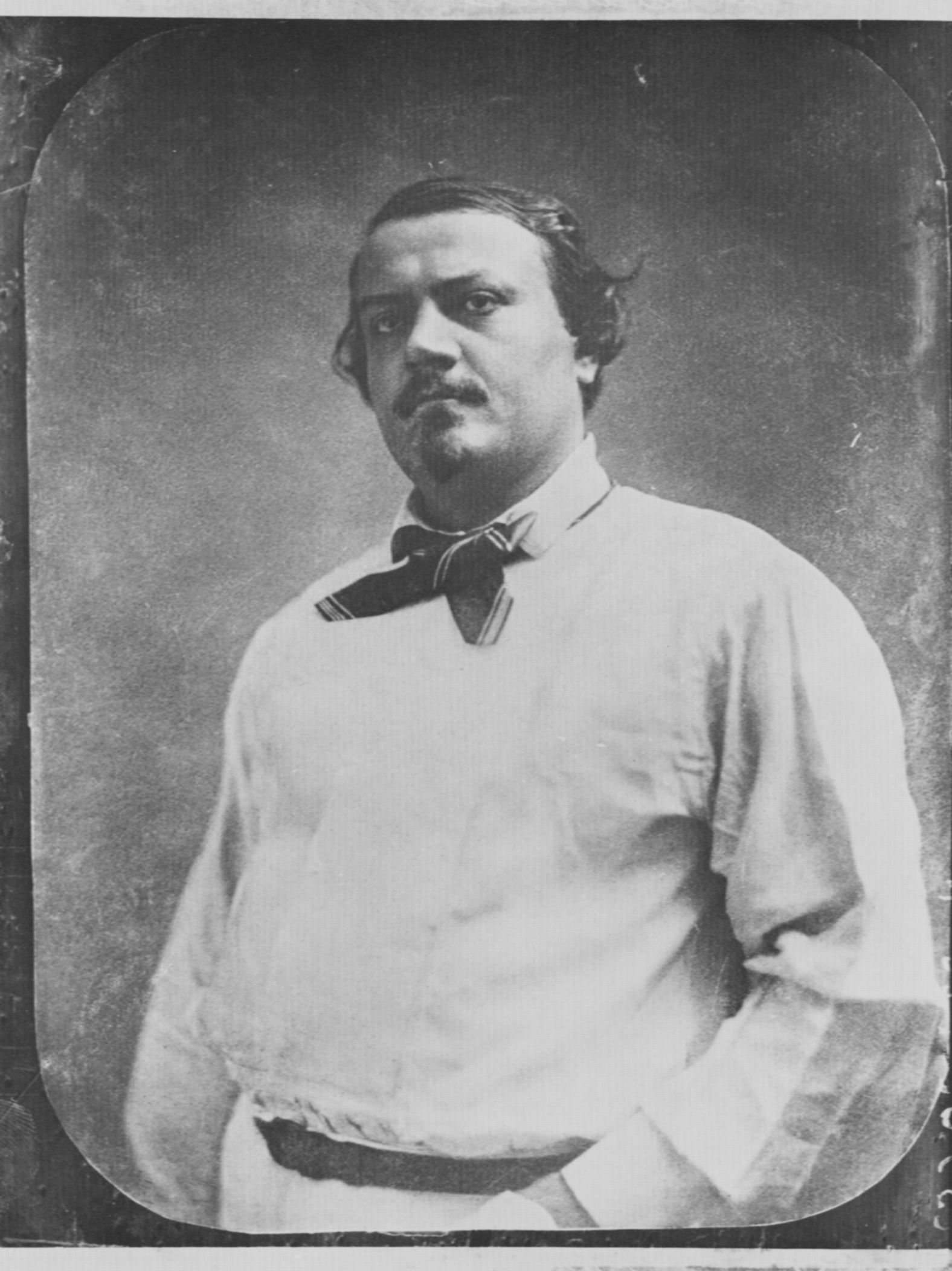
Joseph Darcier v roli Jeana Samsona v Probdělé noci

Jelikož Probdělá noc opustila repertoár Bouffes-Parisiens dříve, než toto divadlo a jeho ředitel dosáhli světového renomé (již 30. července ji na plakátech nahradil Sen letní noci), pronikla na světová jeviště se zpožděním. Ve střední Evropě, pravidelném odbytišti Offenbachových děl, se příliš neprosadila. Nepočítáme-li hostování Bouffes-Parisiens na turné (zejména dvojí provedení ve vídeňském Franz-Josefs-Kai-Theater v červnu 1861), byla výjimkou pouze vídeňská inscenace. Vídeňský divadelník a nadšený Offenbachův propagátor Friedrich Strampfer otevřel v roce 1871 ve Vídni vlastní divadlo (Vaudeville-Theater neboli Strampfer-Theater), kde chtěl uvádět zejména francouzský operetní repertoár. Jeho malému divadlu se však podařilo od Offenbacha získat provozovací práva jen na některé starší drobné kusy, které do Vídně dosud nedorazily – včetně Probdělé noci, která byla společně s Růží ze Saint-Flouru poprvé uvedena 19. února 1872 pod názvem Der Schmuggler (tj. Pašerák). Tato inscenace zavdala příležitost k roztržce mezi Offenbachem a Strampferem, neboť Offenbach, přestože byl právě ve Vídni přítomen a dirigoval svá díla v jiných divadlech, odmítl dirigovat premiéru této dvojice (a tím i udělat divadlu trvale zápasícímu s deficitem potřebnou reklamu). Podle deníku Die Presse to skladatel odůvodnil nechutí dirigovat jednoaktové opery, třebas i vlastní. Probdělá noc byla přijata příznivě, ač s jistou shovívavostí k prostoduchému libretu; v dámské úloze na sebe upozornila mladičká Sophie König, pozdější slavná operetní subreta (debutovala ostatně jako Boulette v Offenbachově Modrovousovi). Růže ze Saint-Flouru se však Vídeňanům líbila více. 5. října 1872 se Probdělá noc hrála ve vídeňské verzi poprvé v berlínském divadle Friedrich-Wilhelmstädtisches Theater; kritika ji považovala za „nikoli vynikající Offenbachův výkon“. Figurovala rovněž v plánech pražského německého divadla na zimní sezonu 1872/1873, avšak k nastudování v tomto ani v jiných českých divadlech nedošlo.
V anglicky mluvícím prostředí se Probdělá noc ujala ve zpracování Henryho Broughama Farnieho, upravovatele řady Offenbachových děl, pod názvem Forty Winks. V této podobě měla premiéru 2. listopadu 1872 v londýnském divadle Haymarket Theatre. Upravovatel z ostrovní říše mimo jiné umístil dějiště na pobřeží, z celníka se stal příslušník pohraniční stráže a hlavní hrdina – pašerák – pašuje zboží lodí místo po zemi. V této podobě se Probdělá noc hojně hrála v dalších částech Britského impéria (např. v Kapském Městě roku 1885) a v Americe. Ve Španělsku ji poprvé uvedlo madridské divadlo Teatro de la Zarzuela roku 1871 pod názvem La primer noche de novios, „zarzuela bufa“, překlad pořídili Salvador María Granés a Vicente de Lalama a hráli Asunción Velascová, Joaquín Miró a Víctor Loitía. Děj byl přitom přeložen do pohraniční provincie Gipuzkoa, k pohraniční řece Bidasoa. Roku 1874 koupilo práva pro Itálii od Brandusova nakladatelství italské hudební nakladatelství Sonzogno, ale o skutečném uvedení této opery v Itálii nejsou údaje.
V Dánsku Probdělou noc pod názvem Smuglerens Bryllup uvedlo v roce 1903 kodaňské divadlo Tivoli Glassal (Zrcadlový sál). Ve Švédsku se hrála poprvé již 23. dubna 1857 v překladu Fritze Arlberga pod názvem En sömnlös natt v Mindre teatern ve Stockholmu; 5. května 1892 ji ve stejné podobě uvedlo stockholmské divadlo Vasateatern.
Z nečetných nastudování v moderní době lze zmínit inscenace z roku 2002/3 v pařížském Petit Théâtre de Naples v podání souboru Les Délassements Lyriques, koncertní představení roku 2006 koncertně na Festivalu Jacquese Offenbacha v Bad Ems.  Roku 2019 ji společnost pod vedením offenbachovského badatele Jeana-Christopha Kecka hrála ve foyer Théâtre de l'Odéon v Marseille.
Opera má předehru a šest hudebních čísel. Text i hudba (klavírní výtah) vyšel již roku 1855 v nakladatelství Brandus et Dufour.

## Osoby a první obsazení
| osoba                         | hlasový obor    | světová premiéra (5.7.1855)             | vídeňská premiéra (19.2.1872) |
| ----------------------------- | --------------- | --------------------------------------- | ----------------------------- |
| Jean Gustin zvaný Jean Samson | tenor / baryton | Joseph Darcier (vl. jm. Joseph Lemaire) | Ferdinand Lebrecht            |
| Hercule                       | tenor           | Jean-François-Philibert Berthelier      | Gustav Adolfi                 |
| Fanchette                     | soprán          | Marguerite Macé(-Montrouge)             | Sophie König                  |
| Dirigent:                     | Dirigent:       | Jacques Offenbach                       | Julius Hopp?                  |

## Děj opery

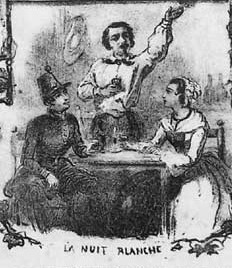
Scéna z Probdělé noci, výřez z titulního listu partitury Čarovných houslí, 1855.

(Interiér selského stavení v Artois, blízko belgické hranice) Je jedna hodina v noci. Fanchette, sedmnáctiletá dívka, netrpělivě čeká v úboru nevěsty. Dnes měla svatbu s Jeanem Gustinem, zvaným pro svou sílu „Samson“, ale sotva vyšli z kostela, odvedl ji manžel do svého domova, zavřel ji tu a odešel neznámo kam. Fanchette měla přirozeně ze svatební noci před sňatkem jisté obavy, ale jiného rázu. Jednání jejího manžela hrozí zničit jejich lásku (č. 1 romance La voilà donc, cette nuit de mystère).
U okna se objeví její bratranec a neúspěšný nápadník Hercule. Je celníkem a na noční obchůzce si všiml, že se u Gustinových svítí a že je Fanchette sama. Proti její vůli vstupuje oknem dovnitř pod záminko, že jí chce dělat společnost. Naznačuje nevěstě, že její ženich je nejspíše na záletech – Jean je pověstný tím, že přes den spí a v noci se toulá bůhví kde. I Hercule na něj při pochůzkách nejednou narazil. Fanchette toto podezření nahlas odmítá, ale vevnitř ji hlodají pochyby, až se rozpláče. Hercule se ji snaží utěšit – proto přece také přišel (č. 2 kuplet Consolez-vous, consolez-vous!). Ale jeho utěšování mísené se dvořením Fanchette odmítá.
Tu je slyšet zdálky prozpěvujícího si Jeana. Hercule o setkání se „Samsonem“ v kompromitující situaci s novomanželkou nestojí a rychle se schová do sklepa. Jean odemyká dveře, zdraví svou ženu a omlouvá se. Fanchette jej vítá chladně a naznačuje, že má pochyby o jeho věrnosti. Jean se dušuje, že sice již mnohokrát ochutnal zapovězeného ovoce, žádný polibek však není sladší než ten manželský. Podaří se mu Fanchette upokojit a přesvědčit o své lásce (č. 3 duet C'est moi! … J'ai bien eu des amours … Ah! que c'est bon d'être deux!).
Když si Jean svléká kabát, zahlédne Fanchette za jeho pasem dvě pistole. Dožaduje se vysvětlení a současně se snaží zařídit, aby Hercule mohl nepozorován uprchnout oknem. To se jí ale nepodaří, Jean chce mít okno zavřené, protože jí chce sdělit tajemství. Je totiž pašerákem. To Fanchette vyleká – jednak je to celkově nebezpečné povolání, jednak ví, že jejich hovor sleduje celník Hercule. Žádá Jeana, aby své činnosti zanechal, ale to Jean jednoznačně odmítá. Miluje své povolání: je to práce na čerstvém vzduchu, při níž uplatní svou tělesnou zdatnost i chytrost a navíc pomáhá hospodářství podporou volného obchodu (č. 4 rondeau Contrebandier! Tu ne sais pas, mignonne).
Při tomto chvalozpěvu Jean pozoruje Fanchettin vzrůstající neklid a brzy se dovtípí, že se někdo skrývá ve sklepě. Má podezření na některého z četných Fanchettiných ctitelů a chystá se na něho s nožem. Ve sklepě však nalezne jen Hercula a je mu jasné, že na něho žárlit nemusí. Je tu však jiný problém: jeho druhové jsou dosud na pašerácké výpravě a je nutno Hercula zadržet, aby je nespatřil. Celník naštěstí ve sklepě zatím popíjel, co našel, takže je již značně ovíněn a nechává se rád Jeanem a Fanchette dále hostit (č. 5 pijácká píseň a tercet Allons Fanchette, allons … Aimons le vin pour fêter la nature).
Jeanovi společníci dávají ohňovým znamením najevo, že výprava je skončena. Jean tedy nechává Hercula odejít, i když předpokládá, že jej celník udá. Hector rád vyvázne ze „Samsonova“ domu živ a zdráv. Když je v bezpečné vzdálenosti, zavolá oknem na Jeana zatýkají formuli. Jean a Fanchette strnou, ale Hercule svého nového bratrance uklidňuje. Jean se k němu choval slušně, i když ho mohl přinejmenším zbít, za to pro dnešek přimhouří oko a nebude rušit zbytek jejich svatební noci. Ale příště ať si Jean dá pozor! Muži se loučí rukoudáním a všichni na rozloučenou zanotují ještě kus pijácké písně (č. 6 finále Ah! le ciel sourit dans les coupes vermeilles).

## Instrumentace
Flétna, hoboj, klarinet, fagot; dva lesní rohy, trubka, pozoun; tympány, bicí souprava; smyčcové nástroje (housle, violy, violoncella, kontrabas).

## Diskografie
- 1947 (LP ?) Zpívají: (Fanchette) Claudine Collart, (Hercule) Maurice Prigent, (Jean) Gaston Rey, (klavír) Robert Veyron Lacroix.
- 1969 (rozhlasová nahrávka RTF, dosud nevydaná) Zpívají: (Fanchette) Lina Dachary, (Hercule) Bernard Alvi, (Jean) Lucien Huberty. Orchestre de Radiodiffusion-Télévision Française řídí Marcel Cariven.[25]
- 1989 (rozhlasová nahrávka maďarského rozhlasu, dosud nevydaná) Zpívají: (Fanchette) Ingrid Kertesi, (Hectore) Dénes Gulyás, (Jean) György Melis. Orchestr Magyar Rádió és Televízió Szimfonikus Zenekara řídí Pál Tamás (v maďarštině).[26]
- 2006 (rozhlasová nahrávka WDR – živá nahrávka z Bad Ems, dosud nevydaná) Zpívají: (Fanchette) Caroline Stein, (Hercule) Espen Fegran, (Jean) Kim Schrader. WDR Rundfunkorchester Kôln řídí Helmuth Froschauer (v němečině).